# Torrent d'Estanella
El torrent d'Estanella és un torrent de l'Alt Camp que desemboca a la rasa d'Esplugues.